# Rudolf Wacker

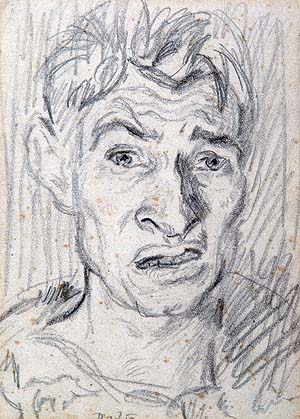
Selbstporträt aus dem Jahre 1918

Rudolf Wacker (* 25. Februar 1893 in Bregenz; † 19. April 1939 ebenda) war ein österreichischer Maler.

## Leben

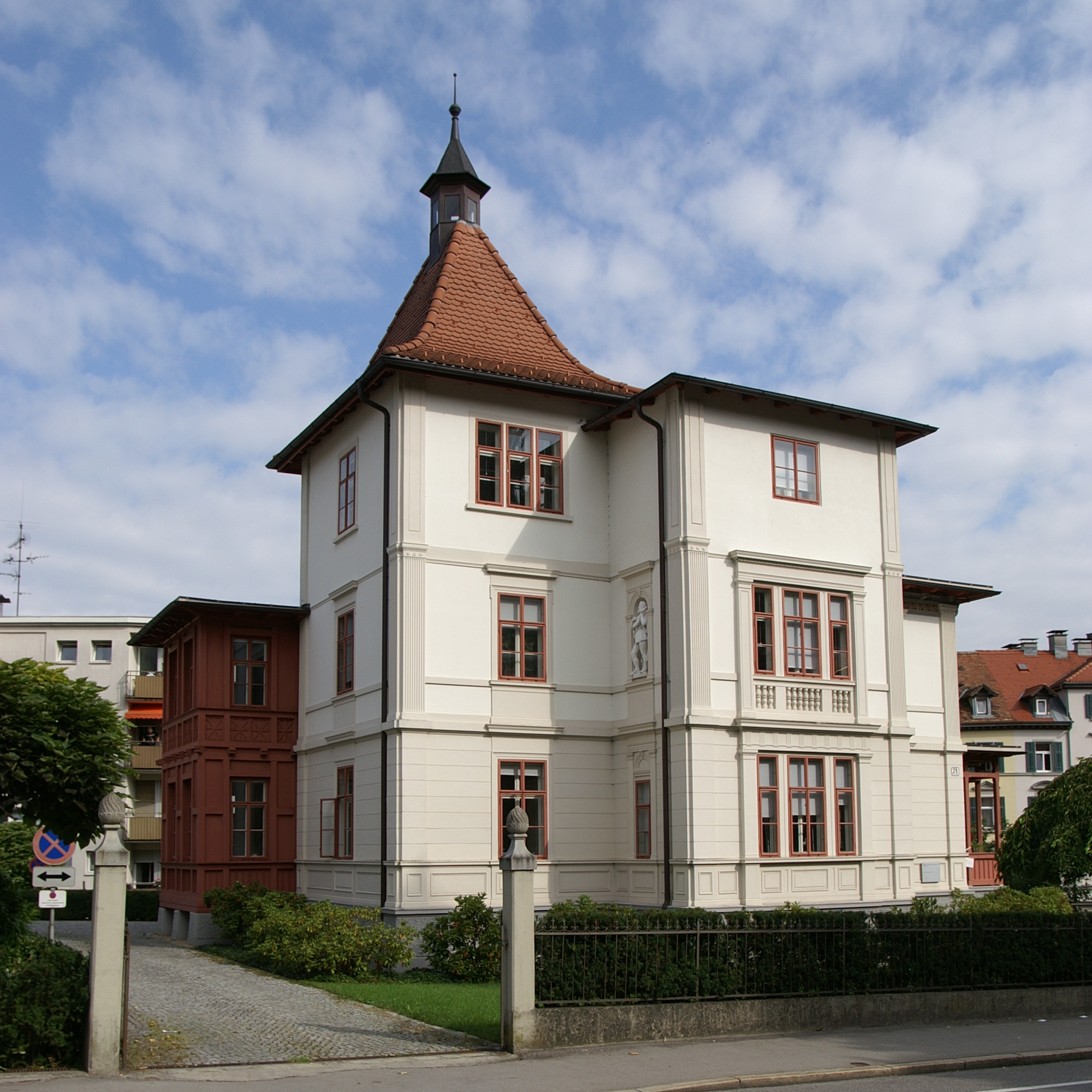
Die denkmalgeschützte Villa Wacker an der Römerstraße 24, Bregenz

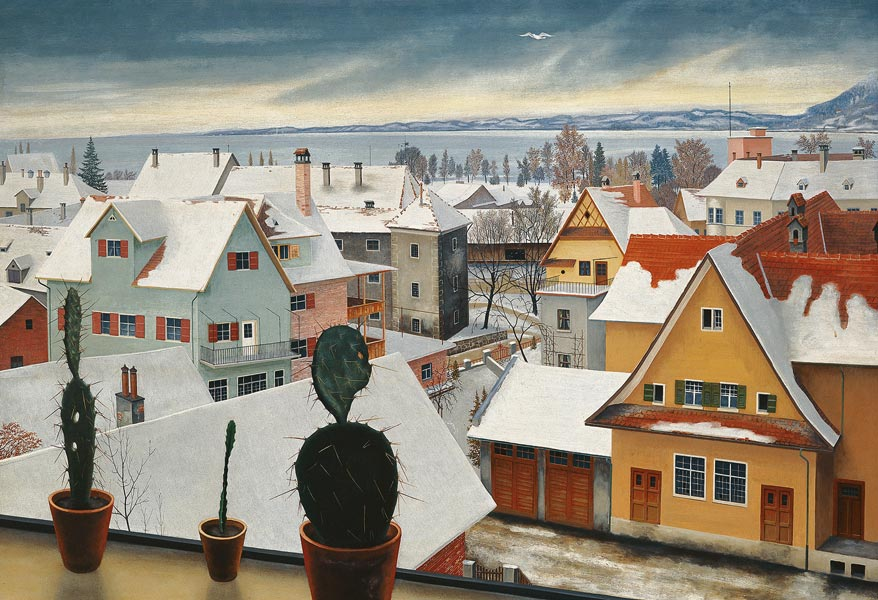
Winterlandschaft, 1934

Rudolf Wacker wurde als viertes und jüngstes Kind von Romedius Wacker aus Thaur in Tirol und Marianne (geborene Wüstner) aus Mellau, Bregenzerwald in Bregenz geboren. Romedius Wacker war ein erfolgreicher Baumeister und lebte mit seiner Familie in einer um 1900 selbstgebauten Villa mit großem Garten an der Römerstraße 24. Er begann zwar eine künstlerische Ausbildung, wurde aber bald im Ersten Weltkrieg zum Militär eingezogen und im Mai 1915 an die Ostfront verlegt. Dort geriet er russische Kriegsgefangenschaft und verbrachte fünf Jahre in Tomsk in Sibirien. Im Kriegsgefangenenlager (das er in seiner Korrespondenz als „Konzentrationslager“ bezeichnete) fand er Gelegenheit, Zeichnungen anzufertigen und Schriften von Thomas Mann, Friedrich Nietzsche und Arthur Schopenhauer zu lesen, die sein Weltbild beeinflussten. Nach seiner Rückkehr hielt er sich mehrere Monate in Berlin auf, wo er seine spätere Frau kennenlernte: Ilse Moebius, die aus einer Pastorenfamilie in Goslar stammte, in Berlin eine Anstellung im Kunstgewerbe hatte und bereit war, ihm Modell zu stehen. Ende 1922 fand die Hochzeit statt; der Ehe entsprang ein Sohn (Romedius, 1929–2014). Das Paar lebte zumeist in Berlin, hielt sich aber immer wieder für längere Zeit nicht zuletzt aus finanziellen Gründen in Goslar auf. Ab den 1920er Jahren entstanden weitgehend menschenleere Landschaftsbilder aus Bregenz und Umgebung und auch aus Goslar sowie Stillleben, auf denen er Gegenstände aus seinem Privatbesitz wie Vasen, Spielzeuge, Puppen, eine Muschel, ein Kartenspiel, eine Kalebasse, beschädigte geschnitzte Heiligenfiguren, aber auch Kinderzeichnungen seines Sohnes und anderer Kinder aus der Verwandtschaft akribisch genau abmalte. Die altmeisterliche Maltechnik hatte sich Wacker durch genaues Studium der Malkunst des 15. und 16. Jahrhunderts selbst angeeignet. Immer wieder erkennt man auf seinen Gemälden die gleichen Gegenstände, die sich zumeist sogar erhalten haben; und es verblüfft, mit welcher Genauigkeit er sie wiedergab, obwohl es sich um Dinge handelte, die nur der Maler selbst mit seiner Vorlage vergleichen konnte: Beispielsweise sind die Kinderzeichnungen detailgetreu nachgemalt, oder kommt der gleiche Schuhkarton (der innen mit braunem Papier ausgelegt ist, was als Anspielung auf den Nationalsozialismus interpretiert wird) in mehreren Werken vor. In den 1930er Jahren entstanden Blumensträuße, die nahezu hyperrealistisch wirken; bei genauer Betrachtung erkennt man, dass auf Disteln sitzende Schmetterlinge dort mit einer Stecknadel befestigt sind. Der Rückzug auf vordergründig unpolitische Motive wird als Wackers Reaktion auf die zunehmende Machtentfaltung des Nationalsozialismus gewertet.
Nach dem sogenannten Anschluss Österreichs 1938 geriet Wacker ins Visier der Nationalsozialisten, da ihm – obwohl der Vaterländischen Front beigetreten war – ein Naheverhältnis zum Kommunismus und zur Friedensbewegung nachgesagt wurde. Außerem war Wacker evangelisch. Nach einer Hausdurchsuchung sowie in einem Verhör durch die Gestapo erlitt er zwei Herzinfarkte und starb bald darauf in seinem Elternhaus in Bregenz.

## Werke
Wacker gilt als einer der bedeutendsten Vertreter der Neuen Sachlichkeit in Österreich.
Noch während seiner Kriegsgefangenschaft in Tomsk nahm er dort an einer Kunstausstellung teil. Nach seiner Heimkehr 1920 ging er zunächst nach Berlin, wo er sich dem Expressionismus verschrieb. Nach seiner Rückkehr in die Heimat vollzog er einen Stilwandel hin zur Neuen Sachlichkeit: Seine erste größere Ausstellung fand 1923 im Vorarlberger Landesmuseum statt. Seine Schwerpunkte waren Stillleben, Landschaften und Porträts. Seine Erlebnisse im Krieg haben sein Leben lang eine prägende Rolle gespielt. 1926 war Wacker Gründungsmitglied der Künstlervereinigung „Der Kreis“. Zu dem Schweizer Maler Adolf Dietrich, einem weiteren Mitglied von „Der Kreis“, hatte er ein freundschaftliches Verhältnis.
Als Höhepunkt seiner Karriere wird die Teilnahme an der Biennale in Venedig im Jahr 1934 gesehen. Von 1936 bis 1938 arbeitete er als Dozent im Aktzeichnen an der Bregenzer Gewerbeschule.
1937 wurden in der Nazi-Aktion „Entartete Kunst“ ein expressionistisches Selbstbildnis (Lithografie, 64,5 × 48 cm, 1925) aus dem Stadtmuseum Ulm beschlagnahmt und vernichtet.